# Federico de Montefeltro y su hijo Guidobaldo
El Retrato de Federico da Montefeltro y su hijo Guidobaldo (en italiano Ritratto di Federico da Montefeltro col figlio Guidobaldo) es una pintura al óleo, datada en 1474–1477, conservada en la Galería Nacional de las Marcas, en el palacio ducal de Urbino (Apartamento del Duca o Realissimo - sala 20). Atribuido muy probablemente a Pedro Berruguete.

## Atribución
El retrato forma parte de una serie de 28 retratos de 'uomini famosi' (hombres célebres) hecha para el studiolo y la biblioteca del duque de Urbino, Federico da Montefeltro. El retrato estuvo atribuido previamente a Justo de Gante y también a Melozzo da Forli, porque el primero, llamado a la corte de Urbino había sido encargado por el duque para las figuras alegóricas de las Artes liberales. En el presente, los historiadores de arte no han alcanzado un consenso sobre la atribución a Justo de Gante o muy probablemente a Pedro Berruguete. Han propuesto igualmente una posible colaboración entre ambos artistas adentro del taller de Justo de Gante en Urbino.

## Descripción
El retrato está totalmente dedicado al dirigente del ducado de Urbino, cuya soberanía estaba reconocida por el resto de poderes europeos (Federico lleva el collar de la orden del Armiño instituida por el rey Fernando I de Nápoles, y la liga de la orden de la Jarretera, conferida por el rey de Inglaterra): Federico por sus talentos militares, intelectuales y diplomáticos, y por su apellido, encarnado en su hijo Guidobaldo, sucesión acreditada por la distinción papal (Pontifex).
Federico de Montefeltro como líder humanista y militar está representado en su estudio rodeado de los símbolos de su poder e intereses; aparece con armadura, leyendo un libro, un artículo entonces costoso y alusión a sus intereses humanísticos, sentado sobre un trono adornado, el casco a sus pies, cerca de su espada al lado y del mango de una maza de combate; su cara convencionalmente vista del perfil izquierdo (porque fue desfigurado en un torneo). Lleva un precioso manto rojo brocado de oro, un cuello de armiño, y el collar del Toison de oro al cuello; su pierna izquierda muestra el prestigioso atributo de la Orden de la Jarretera.
Sobre un estante de madera tallada está depositada arriba a la izquierda, una mitra adornada de perlas, que fue un regalo personal del sultán otomano: otro símbolo de su prestigio internacional.
A su lado, apoyado sobre la rodilla derecha, su joven hijo Guidobaldo (futuro duque de Urbino), está de pie, engalanado de joyas, manteniendo un cetro sobre el cual está inscrito Pontifex justo en la base de la mitra.

## Análisis
El cuadro de formato vertical, con una perspectiva con el punto de fuga ubicado a la izquierda de la escena, sugiere que se trata del panel derecho de un díptico.
La perspectiva está apoyada por el artesonado, y las paredes cercanas a esta parte del cuarto, con un suelo en retroceso llevado a la única línea de horizonte.